# Anemonia sulcata
Espèce
Anemonia sulcata (synonyme de A. viridis selon certains auteurs) est une espèce de cnidaires de la famille des Actiniidae (anémones de mer). Sa couleur varie selon les algues symbiotiques intracellulaires (Symbiodinium sp.) abritées par l'animal (algues qui bénéficient d'apports en carbone inorganique et font profiter l'anémone de l'oxygène qu'elles produisent le jour). Elle abrite aussi une communauté (stable) de bactéries symbiotiques qui l'aident à digérer ses proies.
Chez les personnes sensibles ou sur les parties du corps où la peau est fine, cette espèce cause parfois des brûlures sévères et douloureuses, susceptibles de s'infecter.

## Morphologie
Grande espèce atteignant 20 cm. Possède 150 à 200 tentacules non rétractiles, de 15 cm de long et très urticants. Ils sont vert rose, ou gris selon les algues symbiotiques, et souvent violets à leur extrémité.

## Habitat
Étant une espèce photophile, elle habite les sites plats de l'étage infralittoral (de la surface à 25 m de profondeur) de la Méditerranée et de l'Atlantique, jusqu'en Écosse. Peut former de colonies, et supporte les eaux polluées.

## Alimentation
Elle utilise ses tentacules urticants pour capturer ses proies, les paralyser et les amener à la bouche. On a retrouvé dans son estomac des petits poissons, des mollusques et des crustacés.
En consommant des proies ayant bioaccumulé certains polluants présents ou introduits (avec les antifoulings par exemple dans l'eau de mer), elle peut à son tour les intégrer. Dans un environnement naturellement acide et enrichi en oligoéléments, les individus d'A. viridis d'une population locale semble capables de gérer ses concentrations d'oligo-éléments internes (et celles des zooxanthellae, ses microalgues symbiotes) par le cloisonnement et l'excrétion, caractéristique qui expliquerait sa résilience et son succès potentiel dans un environnement enrichi en oligo-éléments, mais aussi en élément-traces toxiques (arsenic, cadmium et zinc),.

## Mutualisme et symbiose
Anemonia sulcata peut s'associer plus ou moins étroitement avec de nombreux animaux immunisés contre son venin, comme des Mysidacés (Leptomysis mediterranea), du crabe Inachus phalangium, ou Gobius bucchichi
Elle vit en symbiose avec des zooxanthelles et contribue à leur diversité génétique.

## Utilisations en pharmacochimie et pharmacologie
- Alors que de nombreux antimicrobiens ont perdu de leur activité face à l'antibiorésistance, Trapani et al. ont en 2014 mis en évidence que l'une des neurotoxines produites par cette anémone a une activité antimicrobienne[8] ;
- Yan & al ont en 2014 proposé de renforcer les propriétés d'un bioinsecticide (BT issu du Bacillus thuringiensis) en lui associant une toxine codée par un gène d'Anemonia sulcata [9].